# Mahavelona (Soavinandriana)
Mahavelona est un village et une commune rurale située dans la Province de Tananarive, au centre du Madagascar.